# Audi S2
Audi S2 — спортивні автомобілі, що вироблялися кампанією Audi з 1990 по 1995 рр.

## Опис моделі

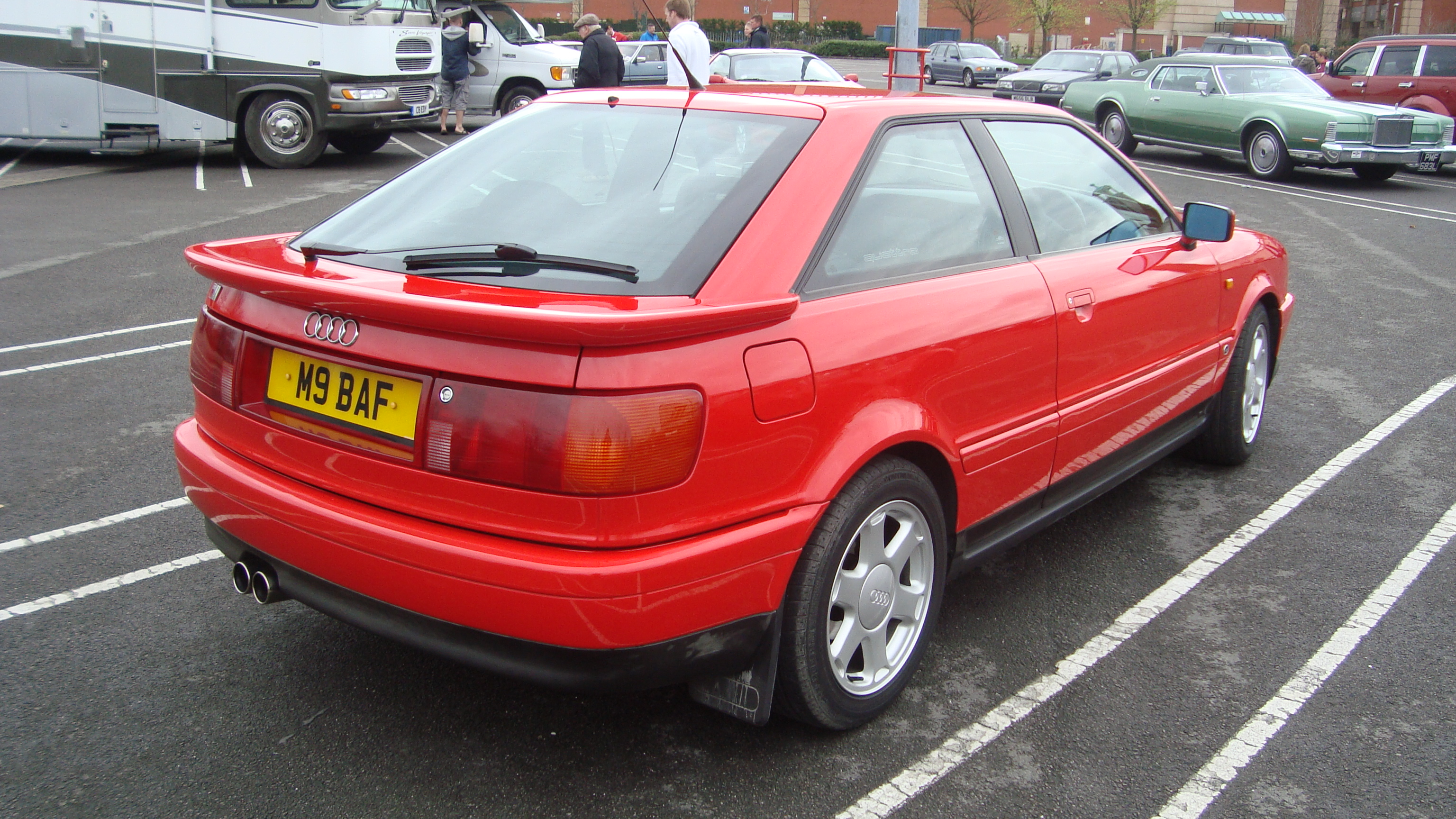
Audi S2 Coupé

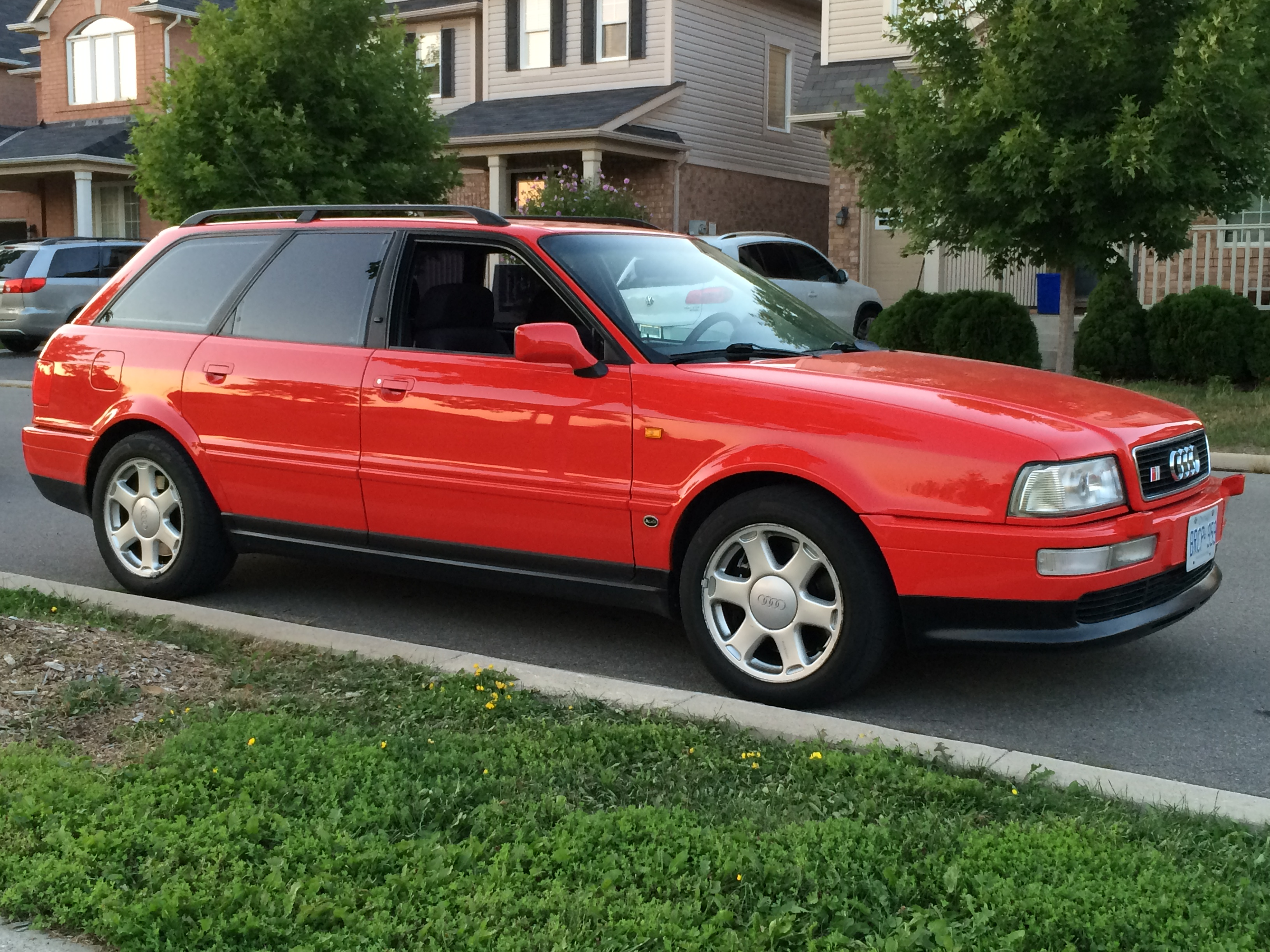
Audi S2 Avant

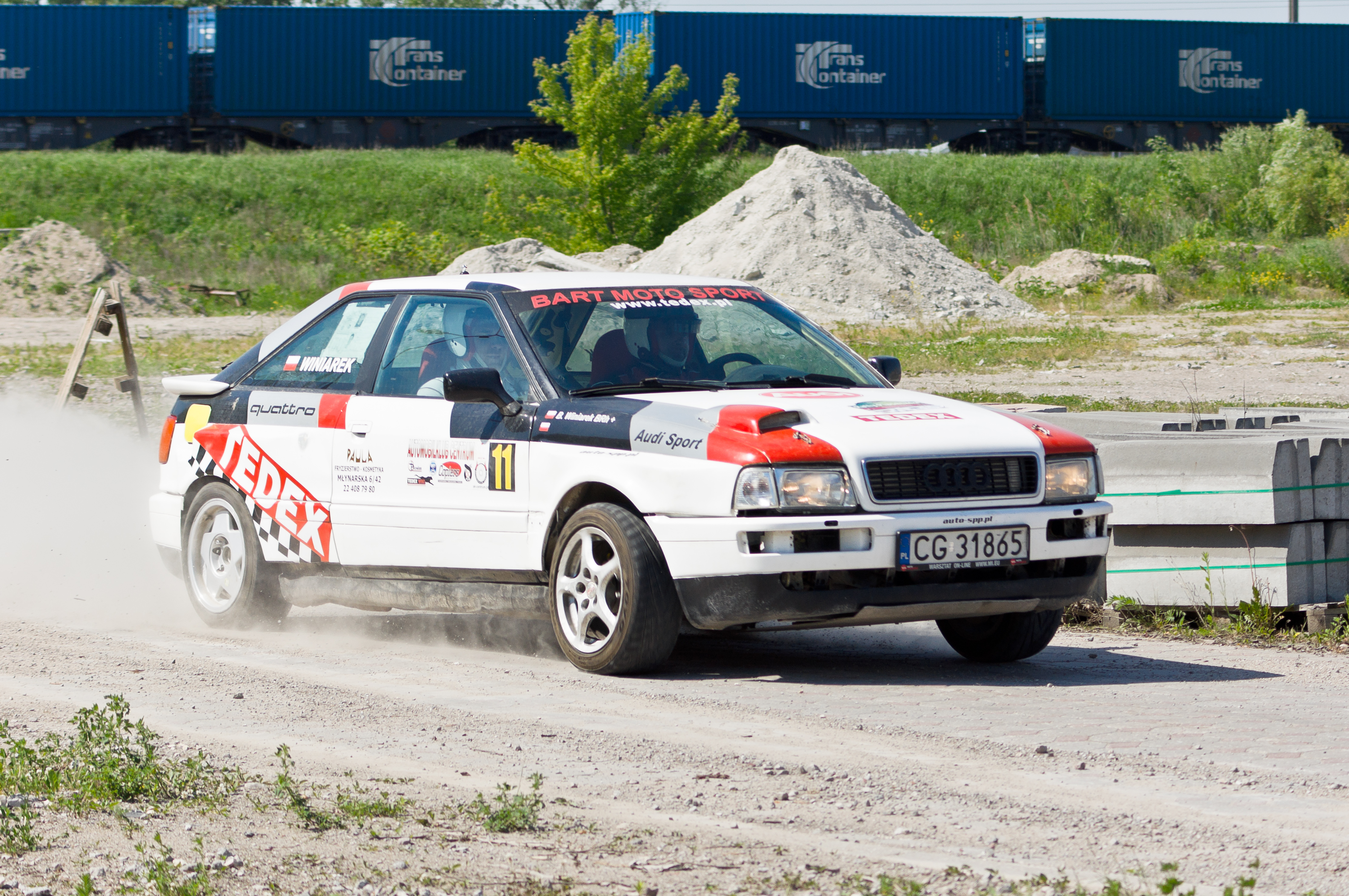
Audi S2 в ралі

У 1991 році компанія Audi розробила спортивну версію Audi 80/90, засновану на платформі B3 і названу Audi S2. Автомобіль мав бензиновий 20-клапанний двигун з турбонаддувом об'ємом 2,2 л. і потужністю 220 к.с., виготовлений на основі двигуна використовуваного в Audi Sport Quattro. Схожа версія двигуна була використана в Audi 200 20V і в Audi S4, побудованої на основі Audi 100 ('Ur-S4'). Автомобіль також мав постійний повний привід quattro і механічну коробку передач, призначену для роботи в важкому режимі, спочатку трансмісія була 5-ступінчастою, а з 1993 року, з переходом на платформу B4, замінена на 6-ступінчасту.
Спочатку Audi S2 була доступна тільки як 2-дверне спортивне купе, але пізніше, в 1993 році, була представлена 5-дверна Audi S2 Avant і обмежена кількість 4-дверних седанів, яких було вироблено лише 306 екземплярів. Audi S2 седан і Avant базувалися на платформі B4 і мають в системі підтримки задньої осі багато схожих елементів з більш пізньою Audi A4 B5 quattro. Платформа B4 Audi S2 Avant також використовувалася з 1993 по 1995 роки як основа для Audi RS2 Avant - супер спортивний універсал, який був модернізований Porsche для Audi.
Доступний, спочатку, з двигуном потужністю 220 к.с., пізніше, Audi S2, комплектувався двигуном потужністю 230 к.с. Автомобіль розганявся від 0 до 100 км/год за 5,8 секунд і мав максимальну швидкість 246 км/год. Audi S2 Avant розганявся до 100 км/год за 6,1 секунд і мав максимальну швидкість 242 км/год.

## Двигуни
- 2.2 л турбо 3B І4 220 к.с. при 5900 об/хв 309 Нм при 1950 об/хв (09/1990–09/1992)
- 2.2 л турбо ABY І4 230 к.с. при 5900 об/хв 350 Нм при 1950 об/хв (10/1992–12/1995)